# 十八碳四烯酸
十八碳四烯酸是指有四个碳碳双键的十八碳脂肪酸，简写为18:4，分子式C18H28O2，常见的有：
- 6,9,12,15-十八碳四烯酸

(9Z,11E,13E,15Z)-十八碳四烯酸 (α-帕里纳油酸)

  - 亚麻油酸，(6Z,9Z,12Z,15Z)-十八碳四烯酸
- 9,11,13,15-十八碳四烯酸
  - α-帕里纳油酸（英语：alpha-Parinaric acid），(9Z,11E,13E,15Z)-十八碳四烯酸
  - β-帕里纳油酸，(9E,11E,13E,15E)-十八碳四烯酸
- 5,9,12,15-十八碳四烯酸
- 松柏油酸（義大利語：Acido coniferonico），(5Z,9Z,12Z,15Z)-十八碳四烯酸